# Vlag van Wanneperveen

Vlag van Wanneperveen
(ca. 1938-1973)

De vlag van Wanneperveen werd nimmer officieel vastgesteld als de gemeentelijke vlag van de Overijsselse gemeente Wanneperveen, maar werd wel als zodanig gebruikt. In 1973 ging de gemeente op in de gemeente Brederwiede, waardoor de vlag als gemeentevlag kwam te vervallen. Sinds 1 januari 2001 valt Wanneperveen onder de gemeente Steenwijkerland.

## Beschrijving
De beschrijving luidt: 
Drie horizontale banen van rood, geel en blauw; voorzien van een blauw kanton met zijden met een lengte van de helft van de vlaghoogte, waarin drie gele kandelaars voorzien van brandende kaarsen, geplaatst twee en een.
De vlag is afgeleid van de defileervlag die de gemeente in 1938 ter gelegenheid van het defilé in Amsterdam tijdens de viering van het veertigjarig regeringsjubileum van koningin Wilhelmina uitgereikt had gekregen. Hoewel deze voor eenmalig gebruik waren bedoeld heeft een aantal gemeenten, waaronder Wanneperveen, de vlag als gemeentevlag in gebruik genomen. De kleuren van de banen waren gelijk aan die van de toenmalige provincievlag, terwijl de tekening in het kanton overeenkwam met die op het gemeentelijke wapenschild. Alle vlaggen die voor het defilé waren vervaardigd hadden een soortgelijk ontwerp.

## Niet uitgevoerd ontwerp
In 1962 werd een nieuw ontwerp gemaakt: 
Geer met vanuit de mastzijde van blauw en rood in zeven stukken, waarbij het rood een smalle witte rand heeft.

## Verwante symbolen

Wapen van Wanneperveen
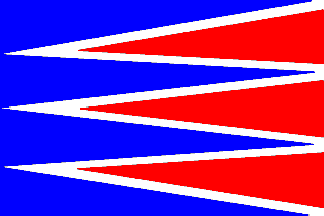
?Nooit uitgevoerd vlagontwerp

Ambt Delden 
· Avereest 
· Bathmen 
· Blokzijl 
· Brederwiede 
· Den Ham 
· Denekamp 
· Diepenheim 
· Diepenveen 
· Genemuiden 
· Goor 
· Gramsbergen 
· Hasselt 
· Heino 
· Holten 
· IJsselham 
· IJsselmuiden 
· Markelo 
· Nieuwleusen 
· Noordoostpolder 
· Olst 
· Ootmarsum 
· Rijssen 
· Stad Delden 
· Steenwijk 
· Steenwijkerwold 
· Urk 
· Vollenhove 
· Vriezenveen 
· Wanneperveen 
· Weerselo
· Wijhe 
· Zwartsluis 
· Zwollerkerspel